# Paeonia broteri
Paeonia broteri Boiss. & Reut., 1842, peonía, es una especie de plantas de la familia Paeoniaceae.

## Descripción
Es una planta de hasta 70 cm con vistosas flores rosas. Tiene hojas simples divididas (uniternadas o biternadas) a veces aovadas u oval-lanceoladas de color verde brillante por el haz y glabras por el envés, sésiles o subsésiles, de ápice agudo, de 16 a 19 foliolos de 3 a 4 cm de ancho. Tallo glabro de 50 cm de altura, en cuya base hay unas hojas de color rojo. 

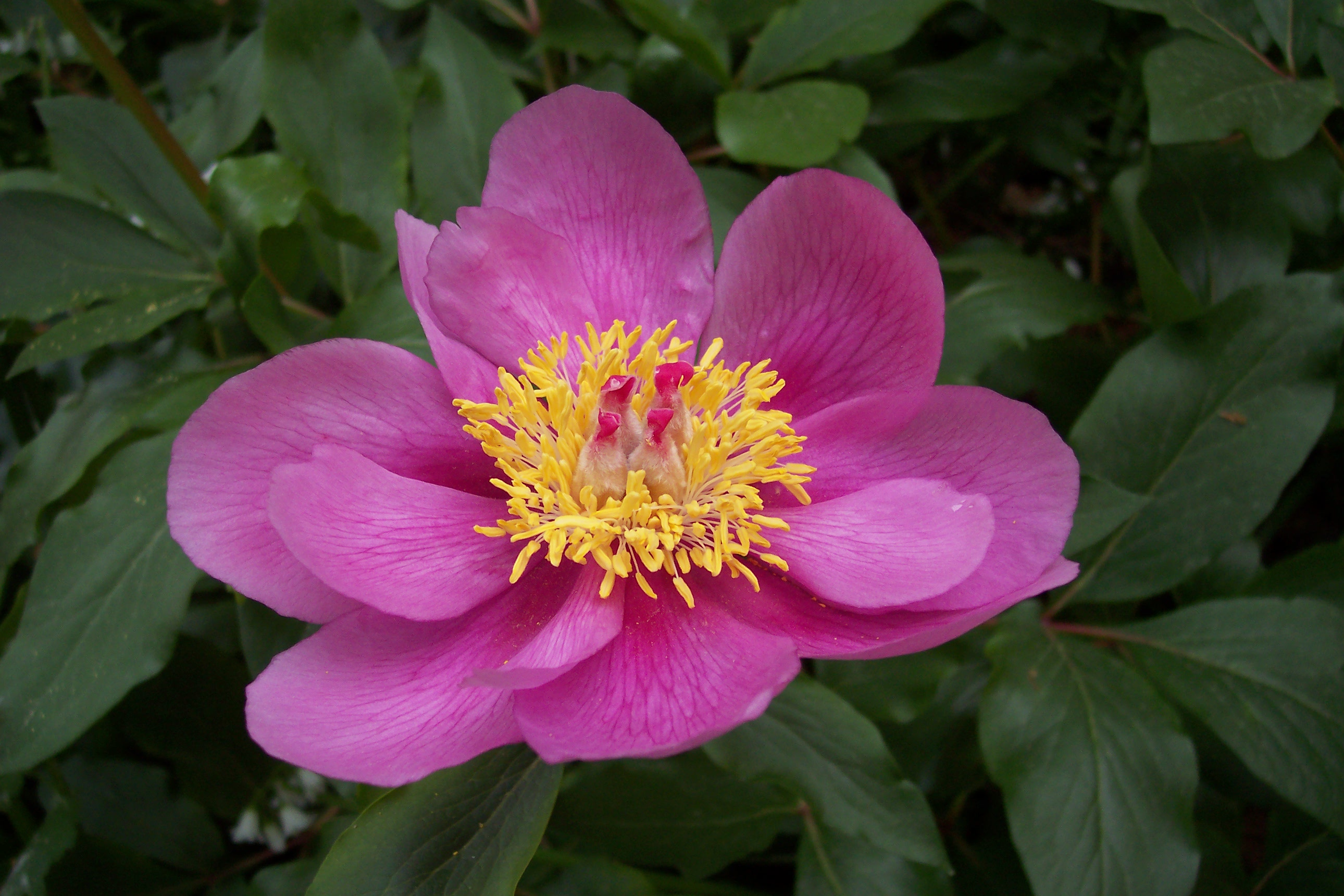
Detalle de la flor

 Flores hermafroditas grandes, solitarias, de 5 sépalos y de 5 a 10 pétalos, de color rojo, con numerosos estambres y anteras amarillas, carpelos lanosos. Fruto en folículos cubiertos con pelos blanquecinos que contienen semillas  que cuando maduran son negras.

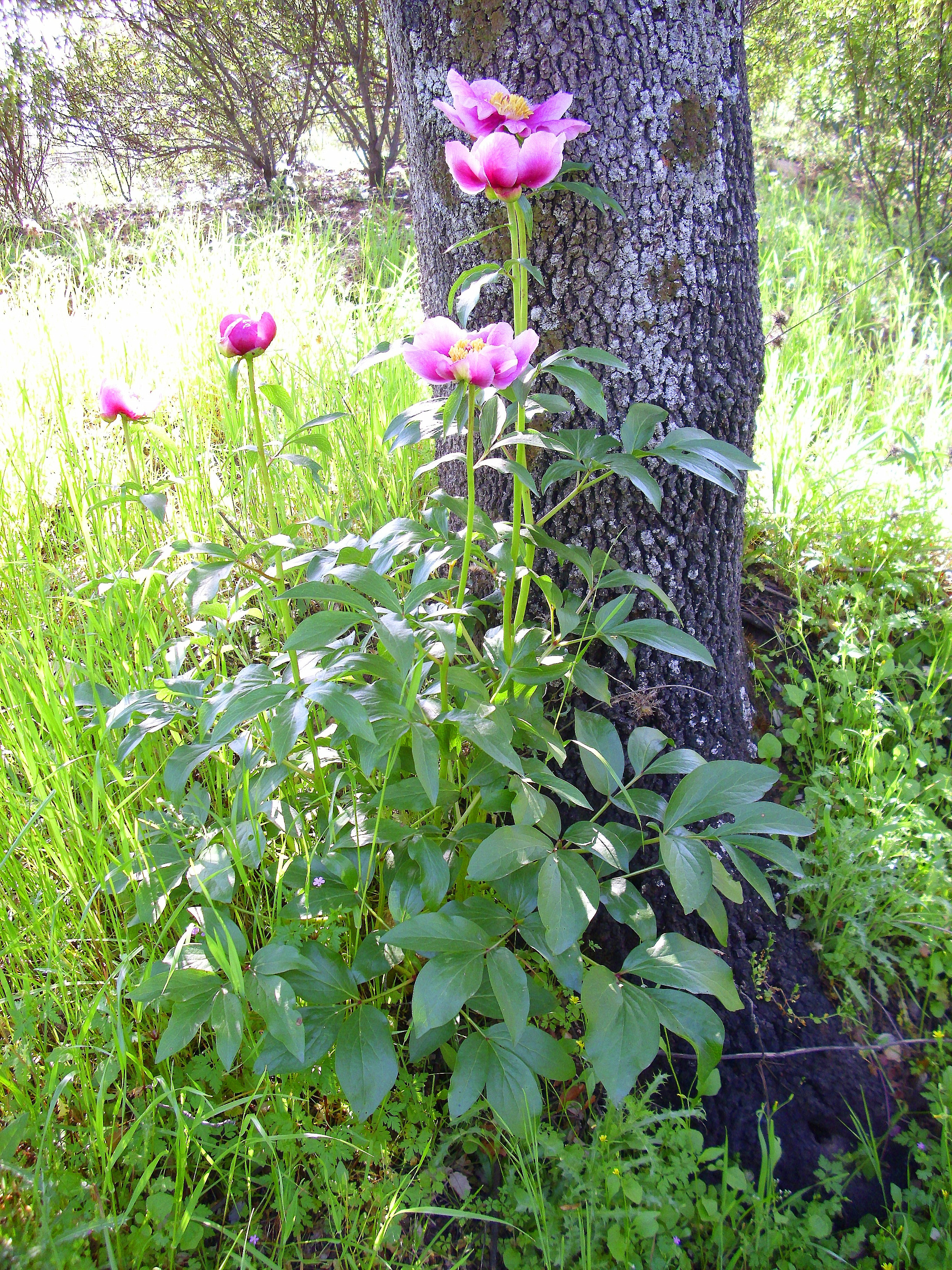
En su hábitat

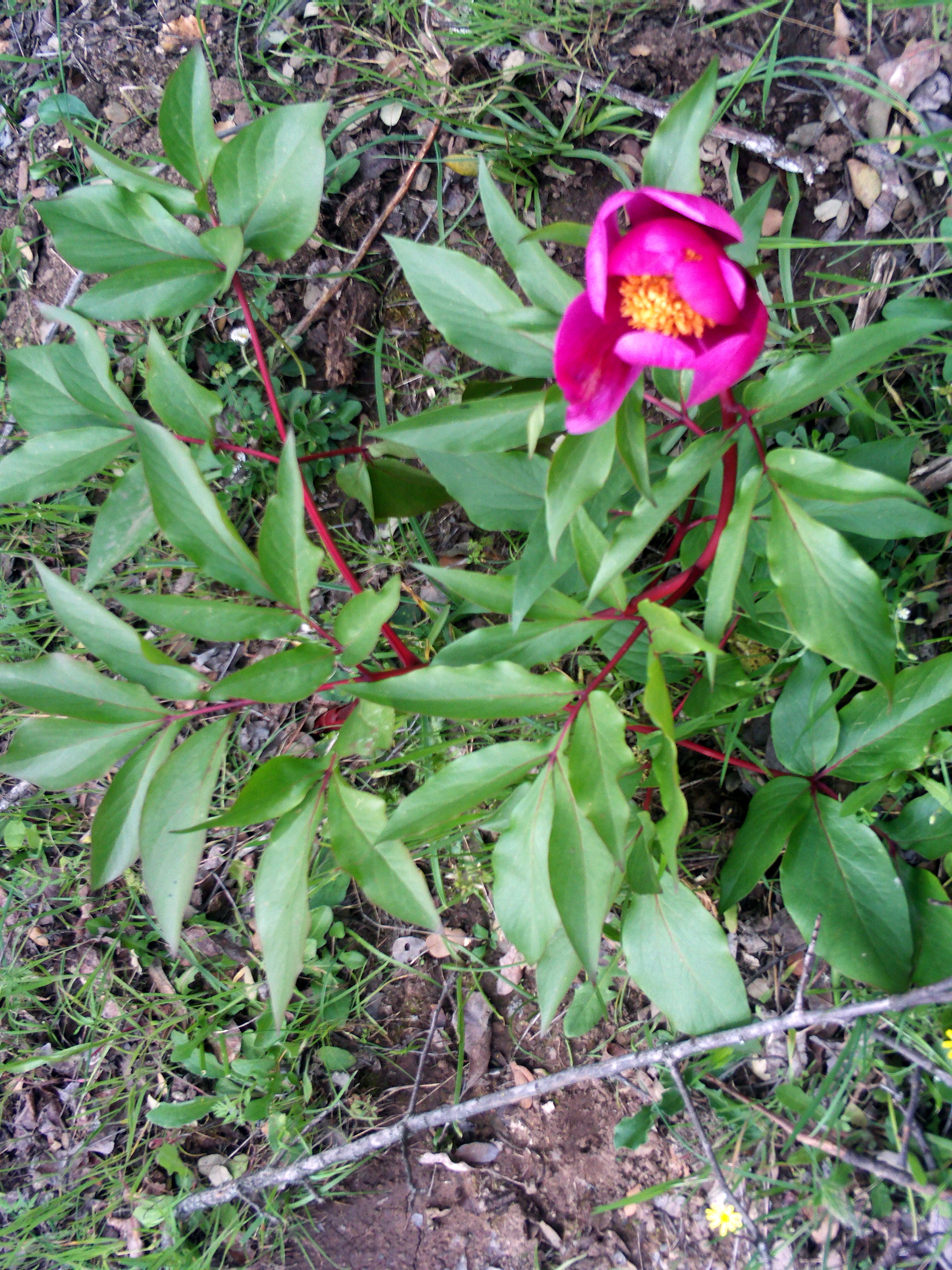
Vista de la planta

## Hábitat
En bosques, zonas umbrosas y pedregosas, matorrales de montaña, sotobosques de robledales, quejigares, encinares, alcornocales y bosques de ribera.  De 100 a 1850 m s. n. m.

## Distribución
Es una planta endémica de la península ibérica. Aparece en los sistemas montañosos del centro y sur de España y en Portugal donde habita en zonas silíceas o con poca cal, en sotobosques de encinares, melojares, robledales y alcornocales.

## Taxonomía
Paeonia broteri fue descrita por Boiss. & Reut. y publicado en Diagnoses Plantarum Novarum Hispanicarum, 4, 1842.
Citología
Número de cromosomas de Paeonia broteri (Fam. Paeoniaceae) y táxones infraespecíficos:
2n=10
Etimología
Paeonia, del Latín paeǒnĭa, ae,  nombre genérico en honor de Peón, el médico de los dioses que aparece mencionado en la Ilíada y en la Odisea de Homero. Curó a Ares cuando fue herido por Diomedes durante la guerra de Troya; también se menciona una curación anterior que le hizo a Hades de una flecha lanzada por Heracles en Pilos. También en Plinio el Viejo, libro 25, X, 1, que la recomienda contra «las pesadillas provocadas por los Faunos.»

broteri: epíteto en honor de Félix de Avelar Brotero, botánico contemporáneo de Linneo.
SinonimiaPaeonia broteri var. ovatifolia  Boiss. & Reut. 
Paeonia corallina var. broteri (Boiss. & Reut.) Coss.
Paeonia corallina f. broteri (Boiss. & Reut.) Voss
Paeonia corallina f. ovatifolia (Boiss. & Reut.) Rouy & Foucaud
Paeonia lobata Desf. ex DC. nom. illeg.
Paeonia lusitanica (Mill)
Paeonia lusitanica var. ovatifolia (Boiss. & Reut.) Samp.
Paeonia mascula var. broteri (Boiss. & Reut.) Gürke
Paeonia mascula var. lusitanica (Mill.) Samp.
Paeonia mascula var. ovatifolia (Boiss. & Reut.)
Paeonia mascula f. ovatifolia (Boiss. & Reut.) Cout.
Paeonia officinalis var lusitanica (Mill.) Martyn

## Nombres comunes
Albardera, abardela, bolas de peonia, cebolla chilre, cebolla churri, cuernos, duelecabezas, empaine, empaines, empeine, empeines, escaramondamanos, escaramón, flor de la epilepsia, flor de la maldita, flor de lagarto, flor de lobo, flor de rejalgar, flor del diablo, flor maldita, hierba de la almorrana, hinchagüez, hinchamanos, lirio montés, lirios, matagallina, matagallinas, paeonia, pata de gallina, pata de gallo, pedonia, peonia, peonia real, peonía, peonía macho y hembra, peronía, perruna, pionea, pionia, pionía, pionía de los matorrales, polonias, ponea, quemaojos, rejalgar, rosa, rosa albardera, rosa cagalerosa, rosa de Alejandría, rosa de Santa Clara, rosa de Santa María, rosa de lagarto, rosa de lobo, rosa de monte, rosa de rejalgar, rosa de sarna, rosa del diablo, rosa del monte, rosa macho y hembra, rosa maldita, rosa marchita, rosa mojosa, rosa montesa, rosa montesina, rosa montés, rosa peonía, rosa perruna, rosa puposa, rosa silvestre, rosas del diablo, rosón, rosón del diablo, saltaojos, tamo real, tufona, yerba baaras, yerba casta, yerba de Santa Rosa.